# 上田篤
上田 篤（うえだ あつし、1930年〈昭和5年〉8月12日 - ）は、日本の建築学者・建築家・都市環境空間デザイナー。専門は、都市計画・比較文明論。学位は、工学博士（京都大学・1971年）。
滋賀県彦根市出身（出生地は大阪府。里帰り出産後の生育地は、引き揚げまで満洲の奉天市、北支の濰縣、青島市。）。京都大学助教授・大阪大学教授・京都精華大学教授を経て、京都精華大学名誉教授。上田篤都市建築研究所主宰。

## 人物
専門は主に建築工学であり、主な作品に「橋の博物館」「大阪万国博覧会お祭り広場」「旭川市平和通買物公園」などがある。
しかしながら、建築分野で評価を受ける反面、近年は古典分野の執筆活動を展開している。侍の蝦夷起源や日本神話の半島説、稲の伝来についてなど、革新的な指摘をしている。
岳父は今西錦司。大島渚とは、京都大学時代からの親友。

## 略歴

### 学歴
- 1950年：大阪府立高津高等学校卒業
- 1954年：京都大学工学部卒業
- 1956年：京都大学大学院工学研究科建築学専攻修士課程修了

### 職歴
- 1956年：建設省技官 住宅局勤務
- 1965年：京都大学工学部建築学科助教授
- 1974年：京都大学経済研究所助教授併任（地域経済研究部門、計画経済研究部門、1977年まで）
- 1978年
  - 4月：大阪大学工学部環境工学科教授（1986年辞職）
  - 8月：京都大学人文科学研究所客員教授（1982年3月まで）
- 1987年：京都精華大学美術学部デザイン学科建築分野教授

学外における役職
- 総合研究開発機構理事（非常勤）
- 特定非営利活動法人社叢学会副理事長
- 国際コンペ「21世紀・京都の未来」事業記録の総合審査委員および専門審査員・委員長

## 著書
- 西郷隆盛　ラストサムライ（2009年、日本経済新聞社）
- 鎮守の森（2007年、鹿島出版会）
- 一万年の天皇（2006年、文藝春秋）
- 日本人の心と建築の歴史（2006年、鹿島出版会）
- 神なきニッポン（2005年、新潮社）
- 都市と日本人（2003年、岩波新書）
- 呪術が作った日本（2002年、光文社）
- 日本人と住まい（2002年、岩波書店）
- 日本人と住まい＜英語＞（1990年、講談社インターナショナル）
- 建築家の学校（1997年、星雲社）
- 日本の都市は海から作られた（1996年、中央公論新社）
- 五重塔はなぜ倒れないか（1996年、新潮社）
- 建築のなかの都市（1993年、プロセスアーキテクチャー）
- 生活空間の未来像（1993年、紀伊国屋書店）
- 海辺（かいへん）の聖地（1993年、新潮選書）
- 面白い都市（1993年、学芸出版社）
- 情報図鑑（1992年、福音館書店、編著）
- 私たちの体にアマテラスの血が流れている（2017年、宮帯出版社）ほか

## 受賞歴
- 1970年 日本建築学会特別賞（「お祭り広場」の設計）
- 1974年 神奈川県建築賞（「太陽の家」の設計）、日本エッセイスト・クラブ賞(『日本人とすまい』の著作)
- 1977年 トヨタ自工創立記念論文最優秀賞（「ツボグルマ」の提案)
- 1984年 環境省環境優良賞（『鎮守の森』の著作）
- 1985年 毎日出版文化賞（『流民の都市とすまい』の著作）
- 1987年 西ハリウッド市コンペティション特別賞（ウェスト・ハリウッド市庁舎の設計）、大阪市文化功労賞朝日ディスプレイデザイン年賞’88（『橋の博物館』の設計）
- 1988年 倉敷市都市建築優秀賞（『橋の博物館』の設計）
- 1991年 HOPEすまい文化賞（『西陣の町家』の設計）
- 1994年 京都市自治100周年記念表彰（「京都の発展」にたいする功績）、大阪市文化功労賞
- 1998年 第3回京都市都市景観賞（『京都精華大学前駅舎』の設計）
- 2000年 大阪文化賞（「卓越した都市計画」の研究）
- 朝日デザイン年賞